# Isabella Boschetti
Pour les articles homonymes, voir Boschetti.
Isabella Boschetti ou Boschetto, surnommée en italien : La Bella Boschetta (la belle Boschetta), née vers 1502 et morte à une date inconnue, est une femme de Mantoue et amante de Frédéric II, duc de Mantoue.

## Biographie
Isabella Boschetti est la deuxième fille de Giacomo Boschetti, courtisan et soldat de la cour de Gonzague qui a combattu à Fornoue. Sa mère est une sœur de Baldassare Castiglione. Quelques années après qu'elle est devenue la maîtresse de Frédéric II elle a épousé un noble de sa cour, Francesco Cauzzi Gonzaga, comte de Calvisano victime d'une mort violente dans des circonstances mystérieuses. En 1542, elle se remarie au comte Filippo Tornielli.
En 1517, Anne d'Alençon initie les fiançailles de sa fille aînée, Marie de Montferrat avec Frédéric II mais le processus est interrompu lorsqu'elle est accusée d'avoir voulu empoisonner Isabella. À partir de 1525 Frédéric a construit le palais du Te pour Isabella qui y a reçu des invités célèbres. Le couple a eu deux enfants, Alessandro (1520-1580), qui est devenu conseiller d'État du duché de Mantoue et a servi dans l'armée espagnole en Flandre pendant la Révolte des gueux et Emilia (1517-1573) qui a épousé Carlo Gonzaga (1523-1555 ) Signore di Gazzuolo, avec qui elle a dix enfants.
En 1531, Frédéric commande le Danaë au Corrège, apparemment pour la Sala di Ovidio du Palazzo Te, destinée à Isabella. En 1542 elle se remarie avec le conte Filippo Tornielli.  L'année de sa mort est inconnue.